# Tambakrejo (Sumbergempol)
Tambakrejo is een bestuurslaag in het regentschap Tulungagung van de provincie Oost-Java, Indonesië. Tambakrejo telt 2410 inwoners (volkstelling 2010).